# Дёргово
Дёргово — деревня в Серебрянском сельском поселении Лужского района Ленинградской области.

## История

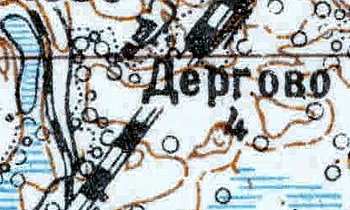
Деревня Дёргово карте 1926 года

Согласно топографической карте 1926 года деревня насчитывала 4 двора.
По данным 1933 года посёлок Дёргово входил в состав Смердовского сельсовета Лужского района.
По данным 1966 года в состав Смердовского сельсовета входила уже деревня Дёргово.
По данным 1973 и 1990 годов деревня Дёргово входила в состав Серебрянского сельсовета.
По данным 1997 года в деревне Дёргово Серебрянской волости проживал 1 человек, в 2002 году — 1 также человек (русский).
В 2007 году в деревне Дёргово Серебрянского сельского поселения не было постоянных жителей.

## География
Деревня расположена в южной части района к северу от автодороги 41К-146 (Городок — Серебрянский).
Расстояние до административного центра поселения — 18 км.
Деревня находится у железнодорожной линии Луга — Псков. Ближайший остановочный пункт — платформа 147 км. Расстояние до ближайшей железнодорожной станции Луга I — 10 км. 
К западу от деревни расположено озеро Лукома.

## Демография
| 1997 | 2007 | 2010 | 2017 |
| ---- | ---- | ---- | ---- |
| 1    | ↘0   | →0   | ↗1   |

## Улицы
Лесная.

## Садоводства
Мелиоратор.